# イオンタウン野々市
イオンタウン野々市（イオンタウンののいち）は、石川県野々市市にあるイオンタウンが管理するオープンモール型ショッピングモール。

## 概要
2014年に開業した鉄骨造平屋建てのショッピングモールで、開業時には26店が出店していた。

## テナント

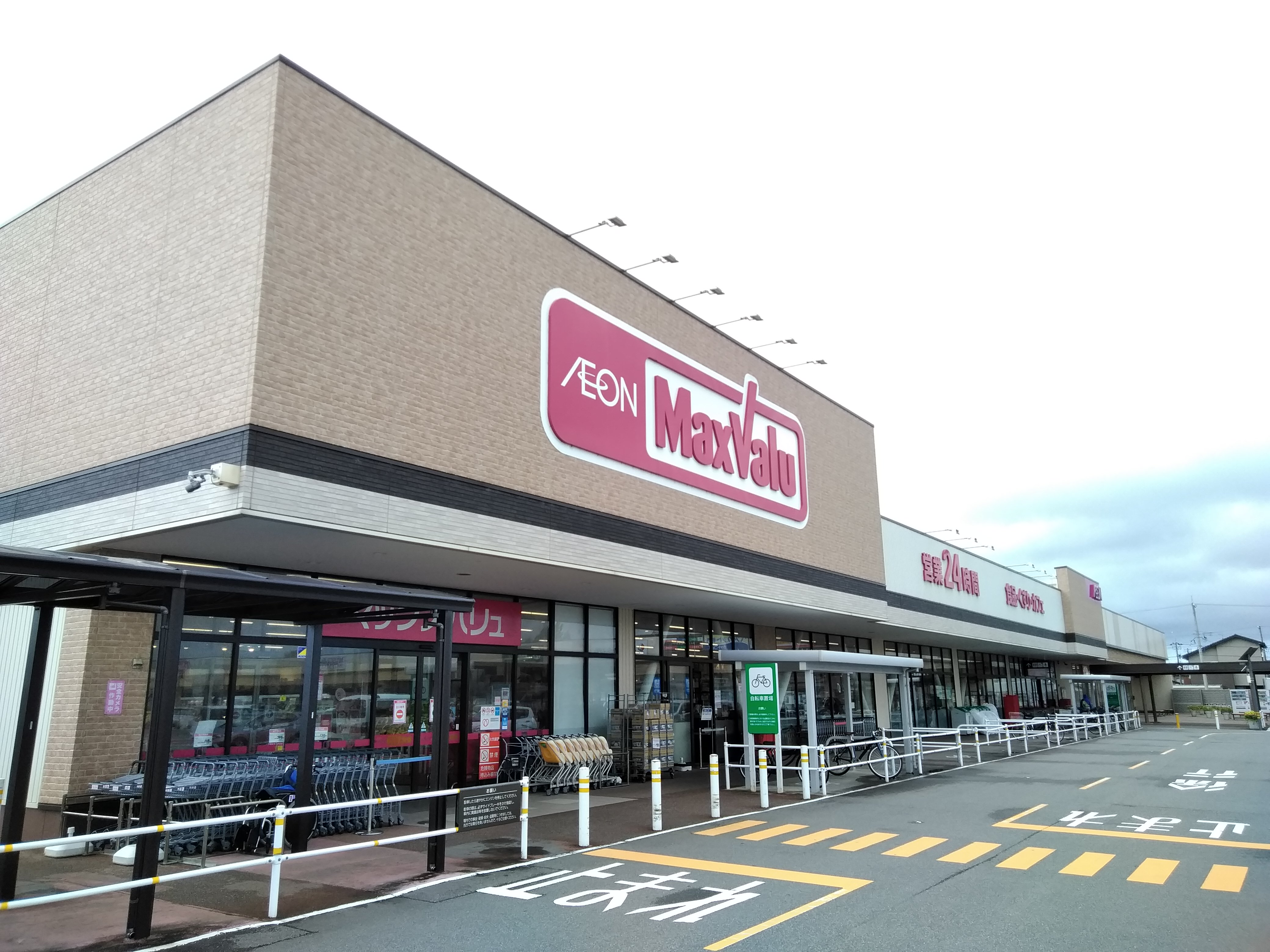
A棟
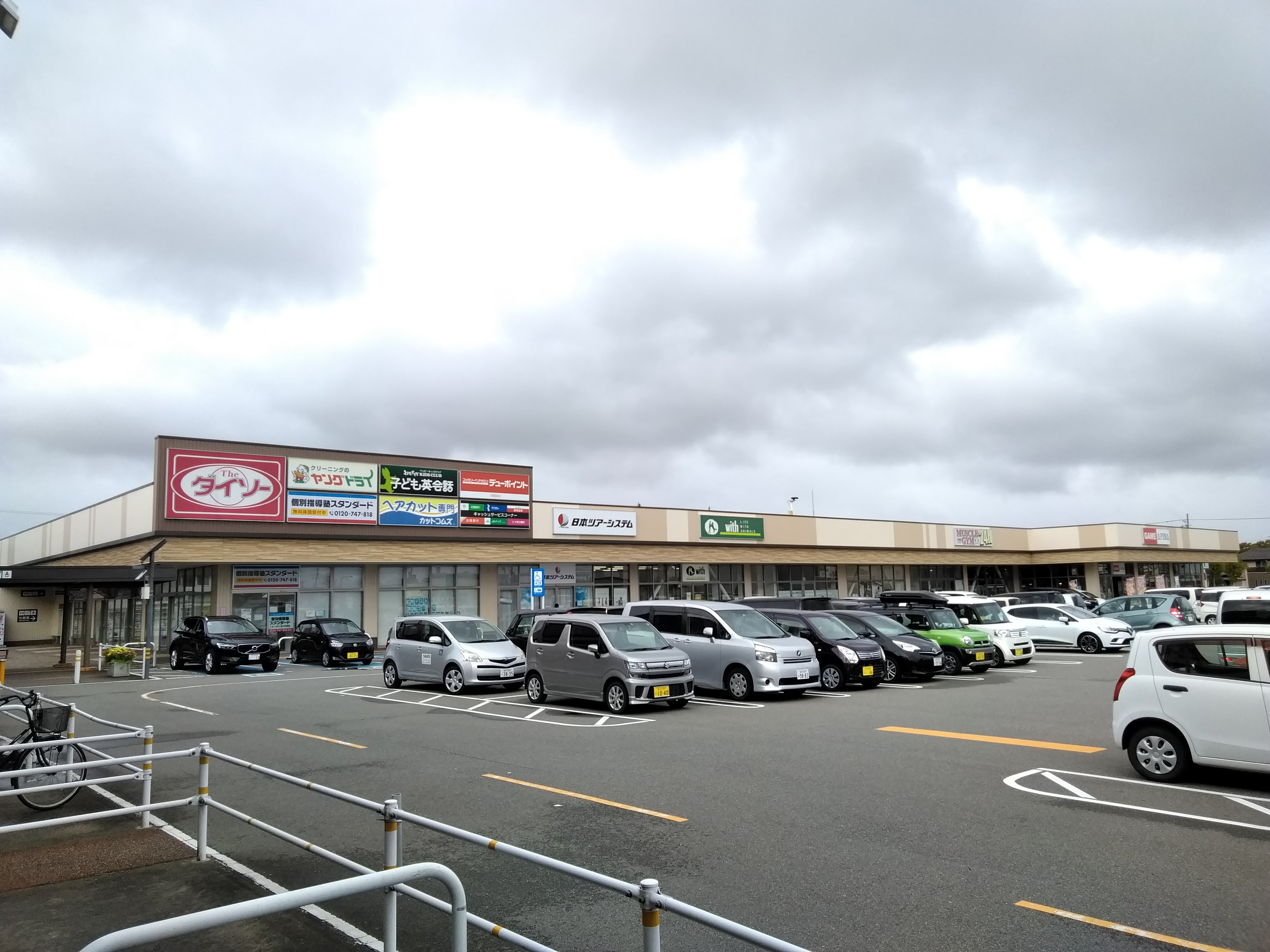
B棟
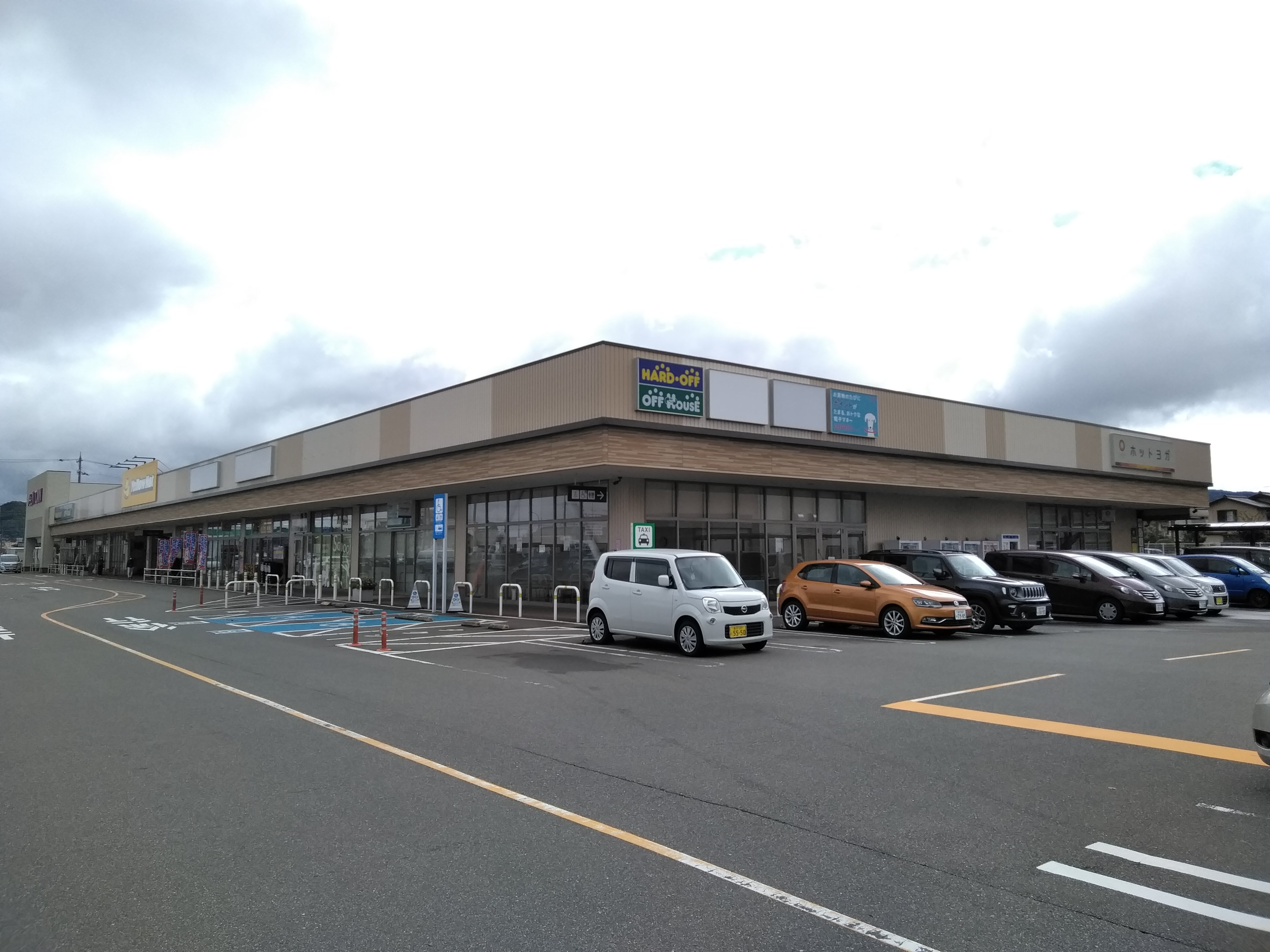
C棟
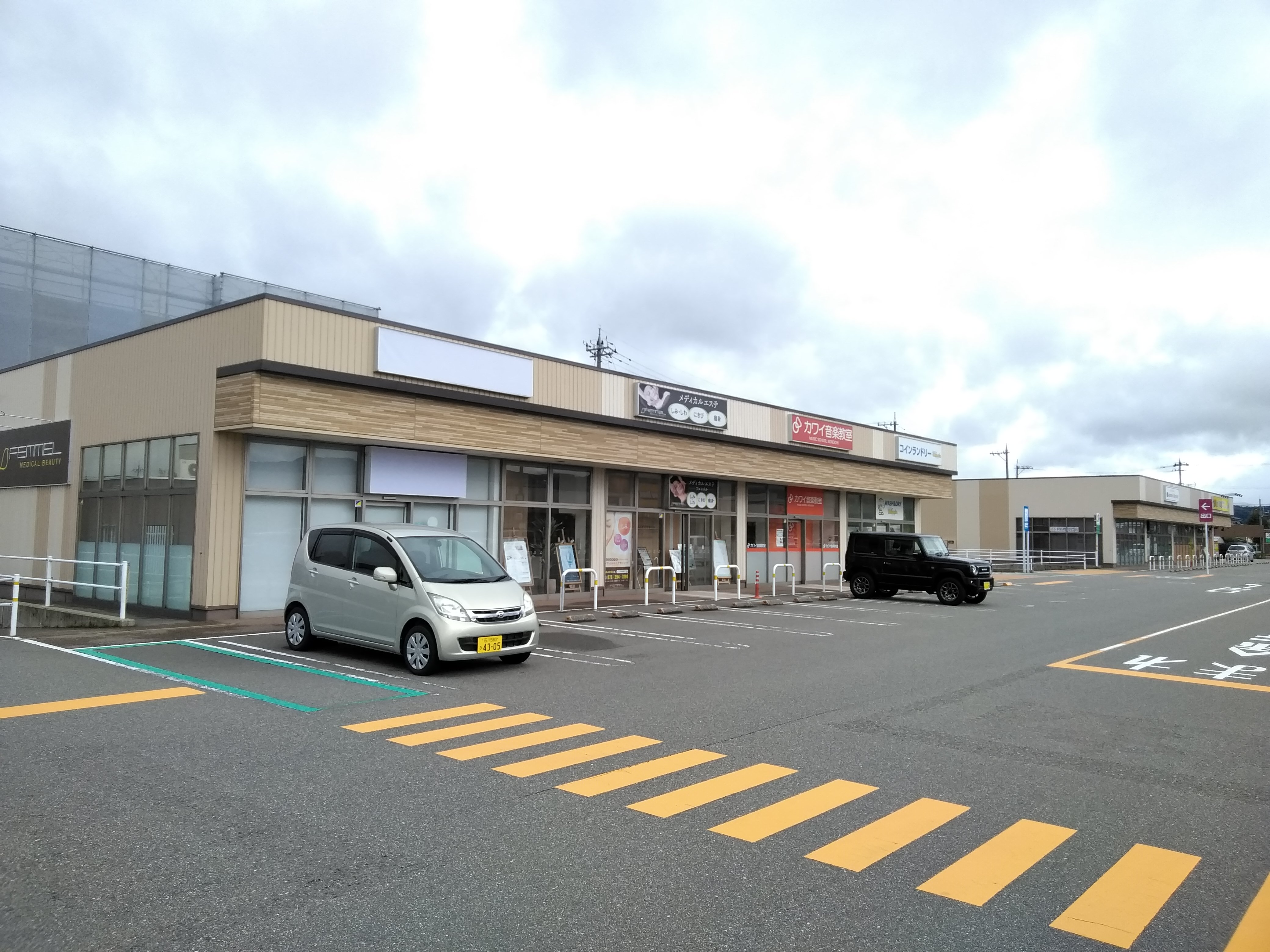
D棟と右奥にE棟